# Kofoed-Hansengletsjer
De Kofoed-Hansengletsjer (Deens: Kofoed-Hansen Bræ) is een gletsjer in Nationaal park Noordoost-Groenland in het oosten van Groenland. 
De gletsjer is vernoemd naar Otto Joachim Moltke Kofoed-Hansen (1854-1918), directeur van de Deense admiraliteit.

## Geografie
De gletsjer is zuidwest-noordoost georiënteerd en heeft een lengte van meer dan 25 kilometer. Ze takt in het zuidwesten af van de grote Storstrømmengletsjer en mondt in het noordoosten uit in de zuidelijke tak van de Jøkelbugten. Ook watert ze via een gletsjerrivier af in de Annekssøen.
Ruim 45 kilometer naar het zuiden ligt de Sælsøgletsjer, een andere zijtak van de Storstrømmengletsjer. In de relatieve nabijheid ligt ook de Suzannegletsjer die aan de westkant van de Storstrømmengletsjer uitkomt hierop, vlak nadat de Kofoed-Hansengletsjer zich van de Storstrømmengletsjer afsplitst.
Ten oosten van de gletsjer liggen Okselandet en Søndermarken, in het noordoosten Nordmarken en in het noordwesten het Hertogen van Orléansland.